# دانشکده دولتی موسیقی گنیسین

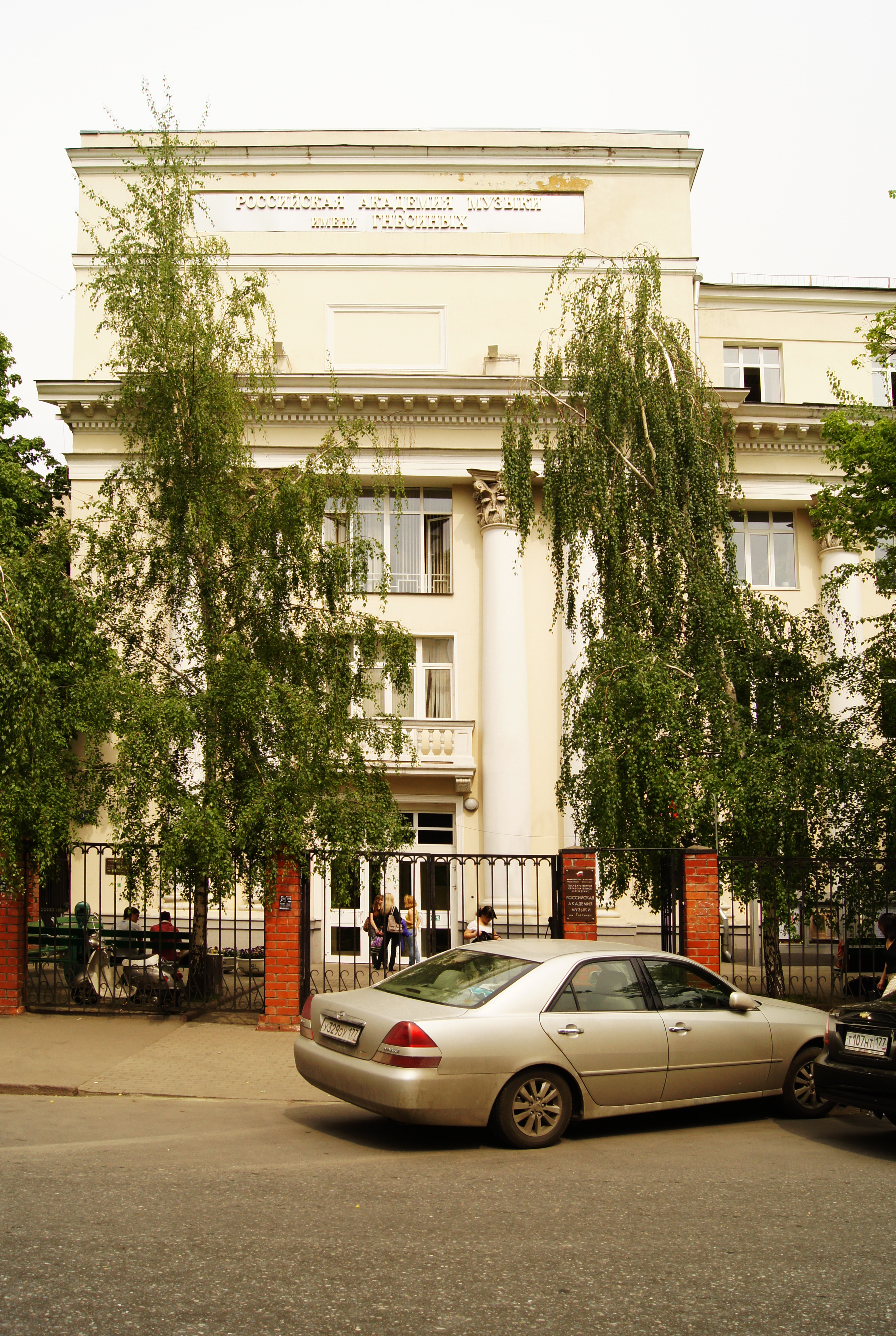
ساختمان اصلی

دانشکده دولتی موسیقی گنیسین (روسی: Государственный музыкальный колледж имени Гнесиных) یکی از مراکز مشهور و برجستهٔ آموزش موسیقی در مسکو روسیه است.
این مرکز عالی آموزشی در ۱۵ فوریهٔ ۱۸۹۵ با نام «مؤسسهٔ گنیسین» توسط سه خواهر پایه‌گذاری شد. خواهران گنیسین در رشتهٔ نوازندگی پیانو در کنسرواتوار دولتی چایکوفسکی مسکو تحصیل کرده بودند. ساخت ساختمان مدرن این مرکز در سال ۱۹۳۷ صورت پذیرفت و بخش اصلی آکادمی موسیقی آن (مشهور به «آکادمی موسیقی گنیسین») در سال ۱۹۴۶ ساخته شد. این دانشکده یکی از مراکز عالی و نخبهٔ آموزش موسیقی و مشهورترین مرکز، پس از کنسرواتوار دولتی چایکوفسکی مسکو محسوب می‌شود.
از دانش‌آموختگان مشهور این مرکز می‌توان به نیکلای باسکف، سونیا بلوسووا، دیما بیلان، مارینا ولادیمیروونا دیویاتوا، الینا ایبراگیمووا، فیلیپ کیرکوروف، یوگینی کیسین، لیف کنیپر، بوریس پارسادانیان، ویساریون شیبالین، میکائیل تاریوردیف، والنتینا تولکونووا، یولیا ولکوا و تیخون خرینیکوف اشاره کرد.
همچنین از استادان و مدرسان این مرکز آموزشی می‌توان از تیموفی دوکشیتسر، میخائیل گنیسین و آرام خاچاتوریان نام برد.